# Clara Bow (пісня Тейлор Свіфт)
«Clara Bow» — пісня американської співачки Тейлор Свіфт з її одинадцятого студійного альбому «The Tortured Poets Department» (2024). Трек був названий на честь актриси німого кіно Клари Боу. Свіфт і Аарон Десснер написали та спродюсували трек, який був натхненний розмовами Свіфт з керівниками звукозаписних компаній. Поп-рок трек у стилі фолк розповідає про славу Свіфт.
Критики, а також родина Боу похвалили трек за вразливість, ліричність і зображення слави та краси Свіфт. Пісня посіла 22 місце в Billboard Global 200 і потрапила в топ-25 в Австралії, Канаді, Новій Зеландії, Сінгапурі та Сполучених Штатах. 30 червня 2024 року Свіфт виконала «Clara Bow» як частину мешапу з її піснею «The Lucky One» (2012) в Дубліні під час її туру The Eras Tour (2023–2024).

## Музика та слова
| |  |  |
| Тезкою пісні є актриса Клара Боу (ліворуч), в тексті також згадується авторка-виконавиця Стіві Нікс (праворуч). |  |  |

Пісня — це гітарна поп-рок  балада, яка містить коментарі Свіфт про жінок в індустрії, яких навчають «заміняти одна одну». Свіфт сказала, що на це її надихнули розмови з керівниками звукозаписних лейблів: «...вони казали: «Знаєш, ти нам нагадуєш», а потім називали ім’я артистки, а тоді вони казали б щось зневажливе про неї: «Але ти така, ти набагато краща так чи інакше». І саме так ми вчимо жінок бачити себе, наприклад: «Ти можеш стати новою заміною цій жінці, яка зробила щось велике перед тобою». Пісня містить ліричні посилання на актрису Клару Боу та авторку-виконавицю Стіві Нікс. Пояснюючи чому вона включила їх імена, Свіфт сказала, що вона «вибрала жінок, які робили великі речі в минулому і були цими архетипами величі в розважальній індустрії. Боу була першою «Це» дівчиною (англ. it girl). Стіві Нікс — ікона та неймовірний приклад для всіх, хто хоче писати пісні та створювати музику».

## Реакції та рецензії
Перед релізом альбому родина акторки Клари Боу, на честь якої названо композицію, висловлювала надію, що пісня втілить її спадщину. Правнучка Боу, Ніколь Сіснерос, сказала, що її сім'я була шокована і зачарована треком. Сіснерос додала, що команда Свіфт раніше не зв'язувалася з родиною. Інша онука Боу, Бріттані Грейс Белл, сказала, що хоче, щоб Свіфт показувала Боу позитивно, підкреслюючи, що Боу та Свіфт були «піонерами у своїй галузі». Після виходу пісні родина Боу похвалила її, описавши її як «надзвичайно красиву» та похвалила текст: «Це місто фальшиве, але ти справжня». Белл також заявила, що, на її думку, Боу підтримала б Свіфт, якби дожила до цього часу. Біограф Клари Боу Девід Стенн також високо оцінив пісню Свіфт, описавши слова «краса — це звір, що ричить на четвереньках» як «поетичні» та «глибокі».
У позитивній рецензії Марія Шерман з Associated Press сказала, що «Clara Bow» є одним із найкращих завершальних треків альбому Свіфт. Переглядаючи кінцівку пісні, Шерман інтерпретує її як самокритику та усвідомленість Свіфт. Саманта Олсен з Cosmopolitan поставила її на 3 місце топ-п’ятірки з основного альбому, підкреслюючи її емоційність. Джейсон Ліпшутц з Billboard похвалив пісню за її продакшн, назвавши її «обережним поп-роком» і підкресливши її автореферентну кінцівку («Ти виглядаєш як Тейлор Свіфт») і опис краси. Дакота Вест Фосс із Sputnikmusic прокоментувала, що «Clara Bow» завершила альбом «з інтригою і, що більш важливо, справжньою саморефлексією, яка досліджує вагу її корони». Джон Вольмахер з Beats Per Minute так само сказав, що «Clara Bow» є однією з найкращих пісень Свіфт, приписуючи їй «чудову мелодію та завзятий приспів».

## Комерційний успіх
Коли вийшов The Tortured Poets Department, «Clara Bow» дебютувала на 21 місці в американському Billboard Hot 100. В Австралії пісня досягла 20 місця в чарті синглів ARIA і зробила Свіфт виконавицею із найбільшою кількістю пісень-релізів за один тиждень — 29. В інших країнах «Clara Bow» посіла 22 місце в Billboard Global 200 і потрапила в чарти в межах 25-ки у Новій Зеландії (22), Сінгапурі (22), і Канаді (23). 

## Персонал
- Тейлор Свіфт — вокал, авторка слів, продюсерка
- Аарон Десснер — продюсер, автор слів, фортепіано, синтезатор, перкусія, бас, програмування барабанів
- Гленн Котче — ударні, перкусія
- Джеймс МакАлістер — інжиніринг, синтезатор, перкусія, клавішні
- Дж.Т. Бейтс — ударні
- Томас Барлетт — інжиніринг, синтезатор, клавішні, фортепіано
- Роберт Еймс — диригент
- Ебі Хайд-Сміт — віолончель
- Браян О'Кейн — віолончель
- Макс Руїзі — віолончель
- Рейноуд Форд — віолончель
- Кріс Келлі — контрабас
- Дейв Браун — контрабас
- Софі Роупер — контрабас
- Еліза Бергерсен — альт
- Метью Кетл — альт
- Морган Гофф — альт
- Ніколас Бутіман — альт
- Емі Суейн — альт
- Акіко Ісікава — скрипка
- Кара Ласкаріс — скрипка
- Іона Аллан — скрипка
- Кірсті Манган — скрипка
- Ніколь Креспо О'Донох'ю — скрипка
- Рональд Лонг — скрипка
- Софі Мазер — скрипка
- Ден Оутс — скрипка
- Елоїза-Флер Торн — скрипка
- Емілі Голланд — скрипка
- Анна де Брюїн — скрипка
- Галя Бісенгалієва — скрипка
- Агата Дараскайте — скрипка
- Джуліан Азкул — скрипка
- Маріанн Хейнс — скрипка
- Сербан Генеа — зведення
- Брайс Бордоне — мікс-інженер
- Джонатан Лоу — інжиніринг
- Джеремі Мерфі — інжиніринг
- Брайс Десснер — аранжування запису
- Белла Бласко — додатковий інжиніринг
- Лаура Бек — асистент інжинірингу
- Ренді Меррілл — мастеринг
- Раян Сміт — мастеринг

## Чарти
| Чарт (2024)                           | Найвища позиція |
| ------------------------------------- | --------------- |
| Австралія (ARIA)                      | 20              |
| Canada (Canadian Hot 100)             | 23              |
| France (SNEP)                         | 191             |
| Global 200 (Billboard)                | 22              |
| Greece International (IFPI)           | 48              |
| New Zealand (Recorded Music NZ)       | 22              |
| Portugal (AFP)                        | 56              |
| Singapore (RIAS)                      | 22              |
| Sweden (Sverigetopplistan)            | 78              |
| Swiss Streaming (Schweizer Hitparade) | 60              |
| UK Streaming (OCC)                    | 26              |
| US Billboard Hot 100                  | 21              |